# Zamalek

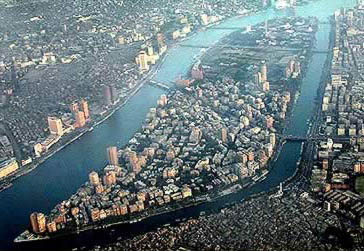
Vista aérea mirando hacia el sur de los barrios de Zamalek y Gezira en la Isla Gezira, rodeados por el Nilo.

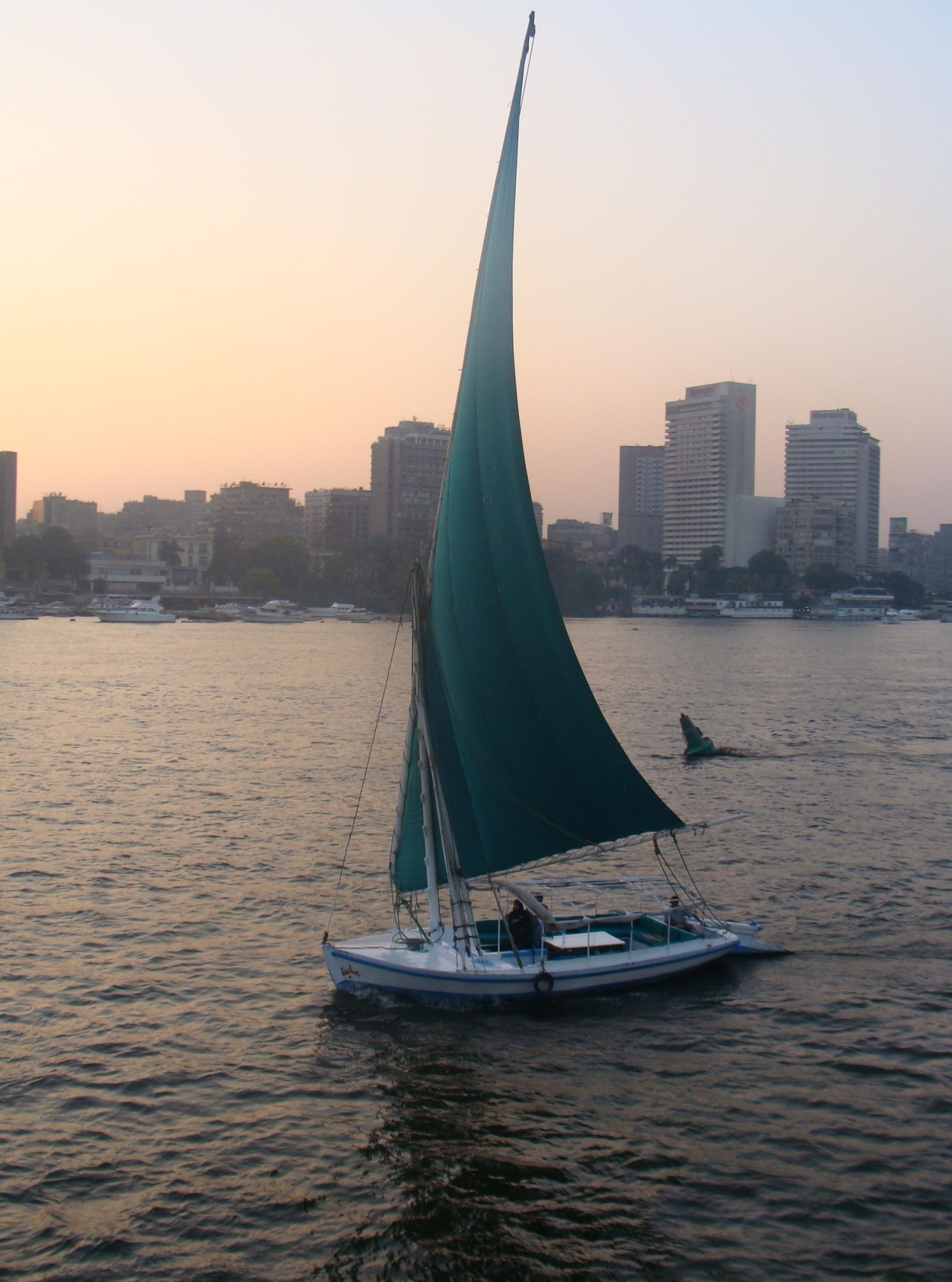
Un barco en el Nilo junto al barrio de Zamalek.

Zamalek (en árabe egipcio, الزمالك, AFI: [ez.zæˈmæːlek], que procede originalmente del turco üzümlük, que significa viñedo) es un acomodado barrio del oeste de El Cairo, Egipto que ocupa la parte norte de la Isla Gezira del río Nilo. La isla está conectada con las orillas del río mediante tres puentes en cada uno de los lados este y oeste de la isla, entre los que se encuentran el Puente Qasr al-Nil y el Puente del 6 de Octubre. Ha presenciado muchas fases de crecimiento marcadas por los eventos económicos y políticos, lo que ha conducido al aumento de la densidad de algunas partes de la isla y a grandes reducciones de las zonas verdes del barrio de Zamalek, aunque se conserva un gran cinturón verde en el centro de la isla que define los dos barrios.

## Descripción

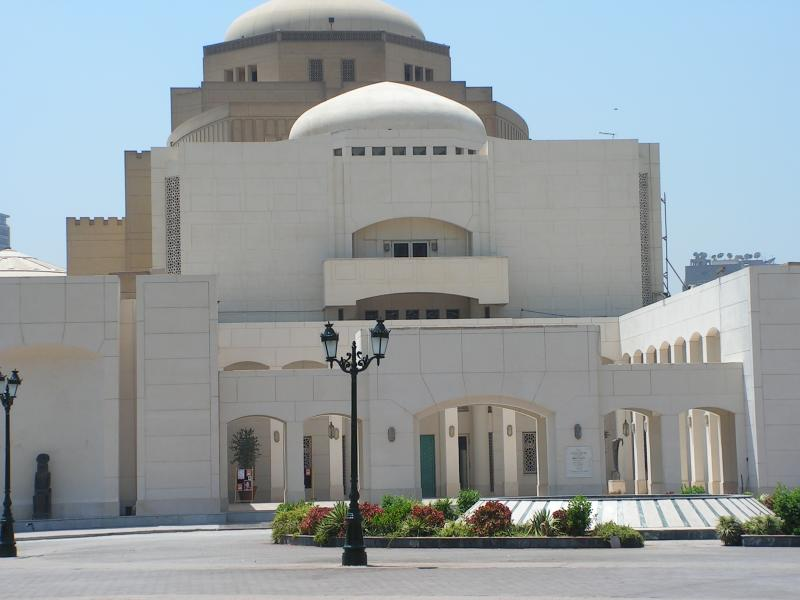
La Isla Gezira contiene la Ópera de El Cairo.

Junto con Maadi, Mohandessin, Heliópolis y Garden City, Zamalek es uno de los barrios residenciales acomodados del área metropolitana de El Cairo. En Zamalek viven también muchos extranjeros. Hay muchos apartamentos con escaso mantenimiento debido a que los propietarios rara vez hacen mejoras; también hay programas de control de rentas de alquiler que permiten que algunos complejos de Zamalek alberguen a egipcios con ingresos bajos y medios.
Las calles tranquilas y arboladas y los bloques de apartamentos y villas del siglo XIX lo hacen una de las zonas más atractivas de la ciudad y una zona residencial privilegiada para muchos expatriados europeos en El Cairo. También es un barrio que contiene muchos restaurantes, bares y cafeterías elegantes, incluidos ahwas tradicionales al aire libre y bares europeos. La zona de la Isla Gezira también es activa culturalmente: contiene galerías de arte y museos, incluido el Museo de Cerámica Islámica, y dos de las salas de conciertos y artes escénicas más importantes de El Cairo, la espaciosa Ópera de El Cairo y el El Sawy Culturewheel Centre.
En Zamalek hay varios edificios de estilo art déco.

## Historia
Bajo el mandato de Ismail Pachá, la isla se llamaba Jardin des Plantes («Jardín de Plantas») debido a su gran colección de plantas exóticas procedentes de todo el mundo. El diseñador paisajista francés De la Chevalerie diseñó el paisajismo de la isla, con jardines y viveros. En la costa este se construyó un quiosco para atender a la isla y supervisar su desarrollo.
El quiosco fue sustituido en 1869 con el Palacio de Gezirah, una mansión de verano con forma de U diseñada por Julius Franz Pasha y decorada por Karl Von Diebitsch. El palacio fue construido para los huéspedes que asistieron a la inauguración del Canal de Suez en 1869. El Emperador Francisco José I de Austria y la Emperatriz Eugenia de Montijo fueron algunos de los huéspedes del palacio. En la actualidad, el Palacio de Gezirah es la parte central del Hotel Marriott El Cairo, cuya azotea tiene un teatro al aire libre frente al Nilo.
También se construyeron otros palacios en Zamalek, incluido el palacio del Príncipe Sa'id Toussoun, que actualmente contiene oficinas del Consejo de Ministros, y el palacio del Príncipe Amr Ibrahim (1924), que alberga actualmente el Museo de Cerámica Islámica. En 1882 se construyó el Gezira Sporting Club en la zona sur de la isla. Posteriormente, el capitán británico Stanley Flower construyó en Zamalek un jardín acuático conocido como Grotto Garden, que contaba con una destacable colección de peces africanos.
Varios personajes notables egipcios han vivido en Zamalek, incluida la «Señora de la Canción Árabe», Umm Kalzum.

## Lugares de interés

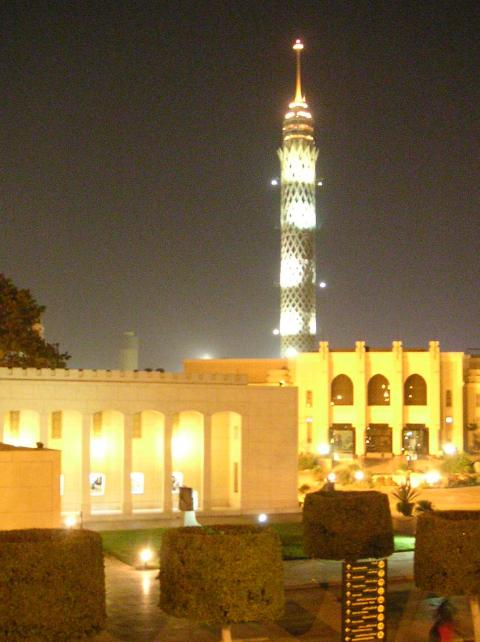
La Torre de El Cairo y la Opera Square por la noche.

- Gezira Sporting Club (1882), el club más antiguo de Egipto.[4]
- Torre de El Cairo (1960), la construcción de hormigón más alta de Egipto, construida cerca del Gezira Sporting Club.[6]
- Ópera de El Cairo (1988), construida cerca de la Torre de El Cairo, y una de las mejores salas de conciertos de Oriente Próximo.[7]
- El Sawy Culture Wheel Centre (2003), situado debajo del Puente del 15 de Mayo, uno de los centros culturales más importantes de Egipto.[8]
- Museo de Cerámica Islámica[9]
- Facultad de Bellas Artes (1908)
- Catedral de Todos los Santos (El Cairo)